# Prosopantrum pristis
Prosopantrum pristis är en tvåvingeart som beskrevs av Edwards 1933. Prosopantrum pristis ingår i släktet Prosopantrum och familjen myllflugor. Inga underarter finns listade i Catalogue of Life.